# El Camino - Il film di Breaking Bad
El Camino - Il film di Breaking Bad (El Camino: A Breaking Bad Movie) è un film del 2019 scritto, diretto, ideato e co-prodotto da Vince Gilligan. 
Si tratta del midquel-sequel della serie televisiva Breaking Bad (2008-2013), che racconta la vita di Jesse Pinkman durante il salto temporale del penultimo episodio e dopo il termine della quinta e ultima stagione.

## Trama
Mike e Jesse discutono sul rifarsi una vita dopo l'abbandono delle attività criminali. Mike suggerisce di trasferirsi in Alaska, ma lo avverte che in nessun modo si può cancellare il passato e partire da zero.
Nel presente Jesse, fuggito dalla base di Jack e i suoi sulla El Camino di Todd, si rifugia a casa di Skinny Pete che, insieme a Badger, gli dà modo di mangiare, riposarsi, lavarsi e gli procura un telefono cellulare. L'indomani Jesse chiama il vecchio Joe per demolire la macchina, ma dopo averla controllata, Joe capisce che la polizia l'ha localizzata con l'antifurto satellitare e fugge, dopo aver consigliato Jesse di fare lo stesso. Badger e Skinny Pete organizzano un diversivo per Jesse, permettendogli di scappare.
Ricordandosi di un giorno in cui Todd l'aveva portato a casa sua, Jesse vi si reca per recuperare il denaro che egli teneva lì nascosto. Dopo lunghe ricerche lo trova in un vano segreto del frigorifero, ma improvvisamente due poliziotti entrano per rovistare l'appartamento. Jesse, dopo avere cercato inutilmente di nascondersi, ne cattura uno per cercare di fare arrendere l'altro, ma desiste quando viene a sapere che fuori ce ne sono diversi altri. I due uomini lo legano, ma Jesse capisce che non sono veri poliziotti e propone quindi loro di dividere in tre il denaro. I due accettano e Jesse si allontana con la sua parte scoprendo che sono coloro che avevano costruito il gancio scorrevole a cui era incatenato nel laboratorio di Jack.
Jesse ha intenzione di cambiare identità e vita rivolgendosi ad Ed, il socio di Saul Goodman che aveva aiutato anche quest'ultimo e Walt, ma dato che in precedenza quando aveva chiesto il suo aiuto non si era presentato all'appuntamento, Ed vuole essere pagato il doppio ed il denaro non basta. Jesse allora chiama i suoi genitori fingendo di volersi costituire per farli uscire, entra in casa loro e prende due pistole tenute nella cassaforte.
Si presenta poi dai due criminali per chiedere i 1800 dollari che gli servono, ma ne nasce uno scontro a fuoco dove Jesse ha la meglio e si allontana con tutti i soldi. Recuperata quindi la somma necessaria, paga Ed e viene portato in Alaska: come ultima richiesta, Jesse vuole che Ed consegni una lettera al piccolo Brock, figlio di Andrea. Si dirige quindi verso il futuro e una nuova vita, provando un momento di nostalgia ripensando alla sua ex fidanzata Jane, defunta ormai da tempo.

## Produzione
Il 7 novembre 2018 The Albuquerque Journal annuncia l'inizio delle riprese in città di un film tratto dalla serie Breaking Bad, anch'esso prodotto, scritto e diretto da Vince Gilligan. La notizia viene in seguito confermata dal New Mexico Film Office. Il giorno successivo viene confermato che la pellicola sarà un sequel della serie televisiva e sarà incentrata sul personaggio di Jesse Pinkman e la sua fuga verso la libertà dopo il finale della quinta e ultima stagione. Il titolo del film è un riferimento alla Chevrolet El Camino guidata dal personaggio nel finale dell'ultimo episodio della serie.

## Promozione
Il 25 agosto 2019 è stato pubblicato in rete il primo teaser ufficiale del film e sono stati resi noti il titolo e la data d'uscita, fissata per l'11 ottobre 2019 su Netflix. Il 10 settembre 2019 è stato diffuso online un ulteriore teaser composto da scene appartenenti alla serie, mentre il 24 settembre è stato pubblicato il trailer ufficiale del film.

## Distribuzione
L'anteprima del film si è tenuta il 7 ottobre 2019 al Regency Village Theater di Los Angeles e ha visto la partecipazione di buona parte dei membri del cast della serie, tra cui Aaron Paul, Bryan Cranston, Betsy Brandt e RJ Mitte. Il successivo 11 ottobre è stato distribuito globalmente sulla piattaforma di streaming on demand Netflix.

## Riconoscimenti
- Primetime Emmy Awards
  - 2020 - Candidatura per migliore film per la televisione
- 2019 - Satellite Award[9]
  - Miglior film TV
  - Candidatura per il miglior attore in una miniserie o film per la televisione ad Aaron Paul